# Bietan jarrai
Bietan jarrai (del euskera bietan, ‘en las/los dos’, y jarrai, ‘seguir’) fue el lema de Euskadi Ta Askatasuna. Literalmente significa «seguir en las dos» o «perseverar en ambas», en referencia a combinar la «lucha política» con la «lucha armada».
Fue creado en una talla de madera por el exiliado anarquista Félix Likiniano, simpatizante del independentismo vasco, en la cual constaba "Bietan Jarraitu". Posteriormente se abrevió en Bietan jarrai".

## Simbología
Está compuesto por una serpiente y un hacha, símbolos de la astucia o el sigilo y la fuerza respectivamente. Aun así, el significado de Bietan jarrai, traducible como «seguir en las dos» o «adelante con las dos», en ocasiones ha sido interpretado en referencia a la lucha política y la lucha militar.
Durante décadas ha sido el anagrama de ETA y su reproducción ha sido utilizada en comunicados, funerales y otros eventos. En septiembre de 2017, con motivo del inicio de un debate interno sobre su disolución, comenzó a utilizar la imagen de la talla original de Likiniano en todos sus comunicados y documentos.

## Galería de imágenes

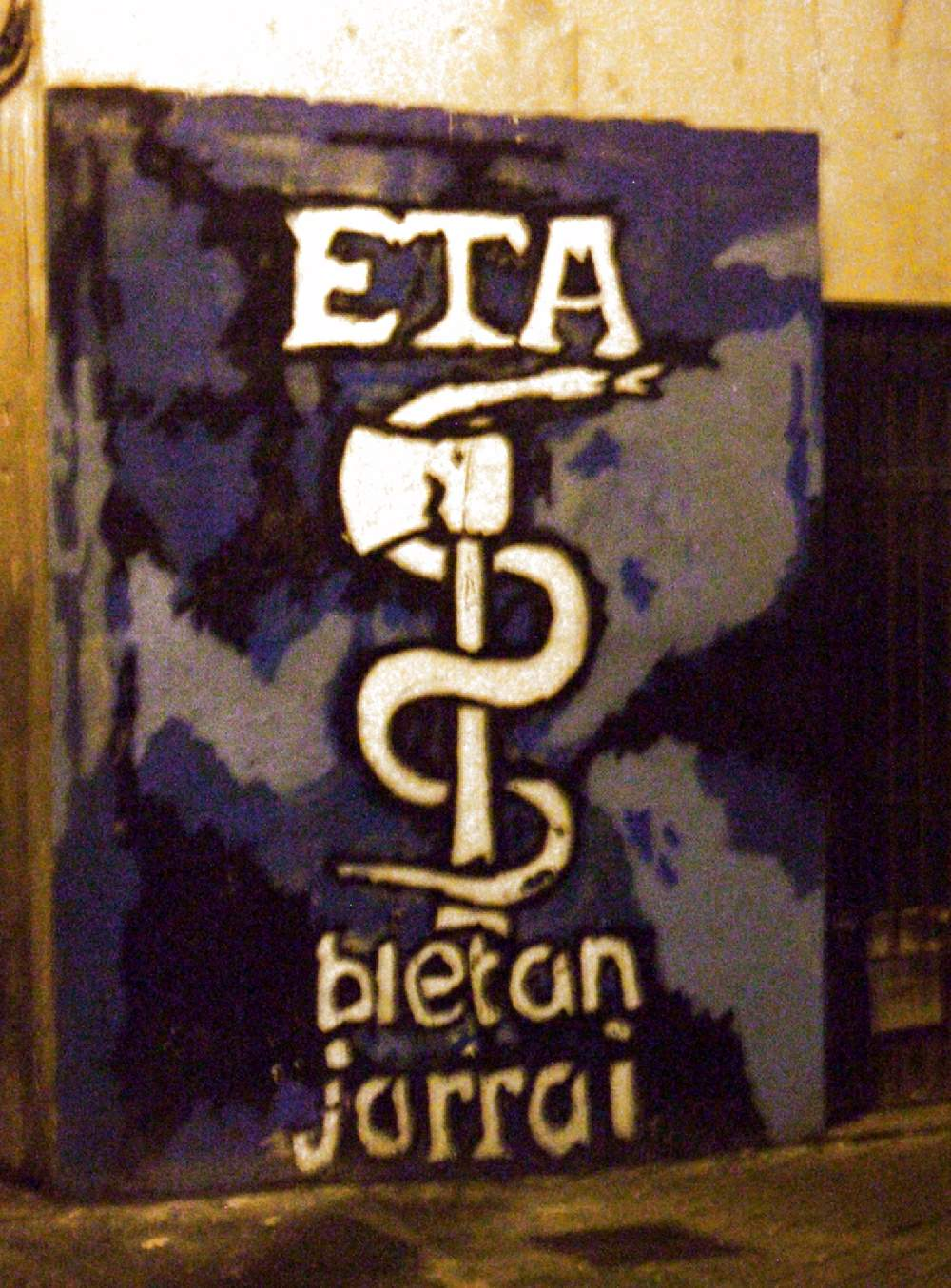
Pintada del hacha y la serpiente en Alsasua
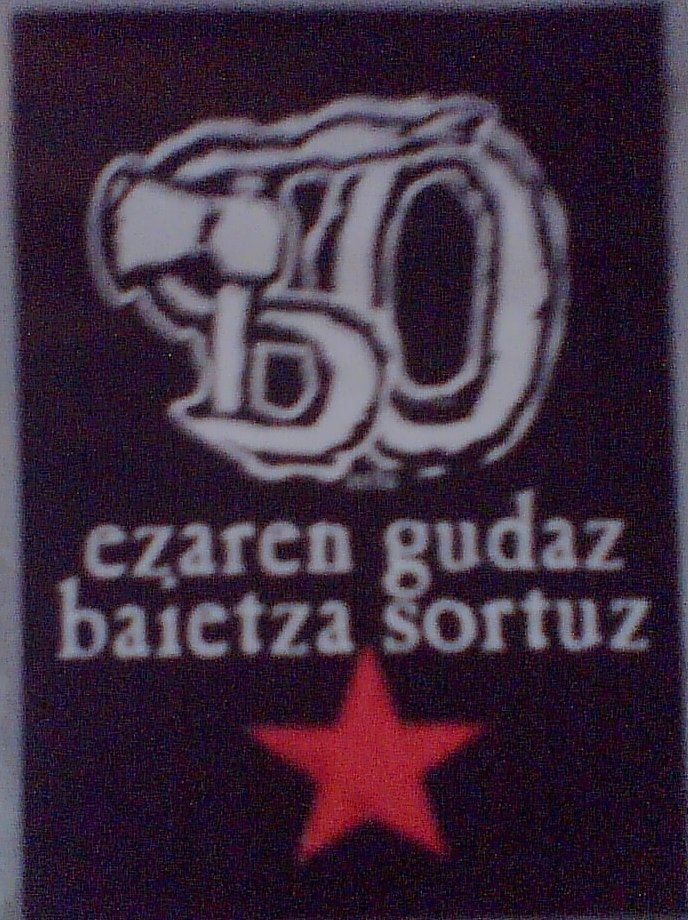
Ezaren gudaz baietza sortuz
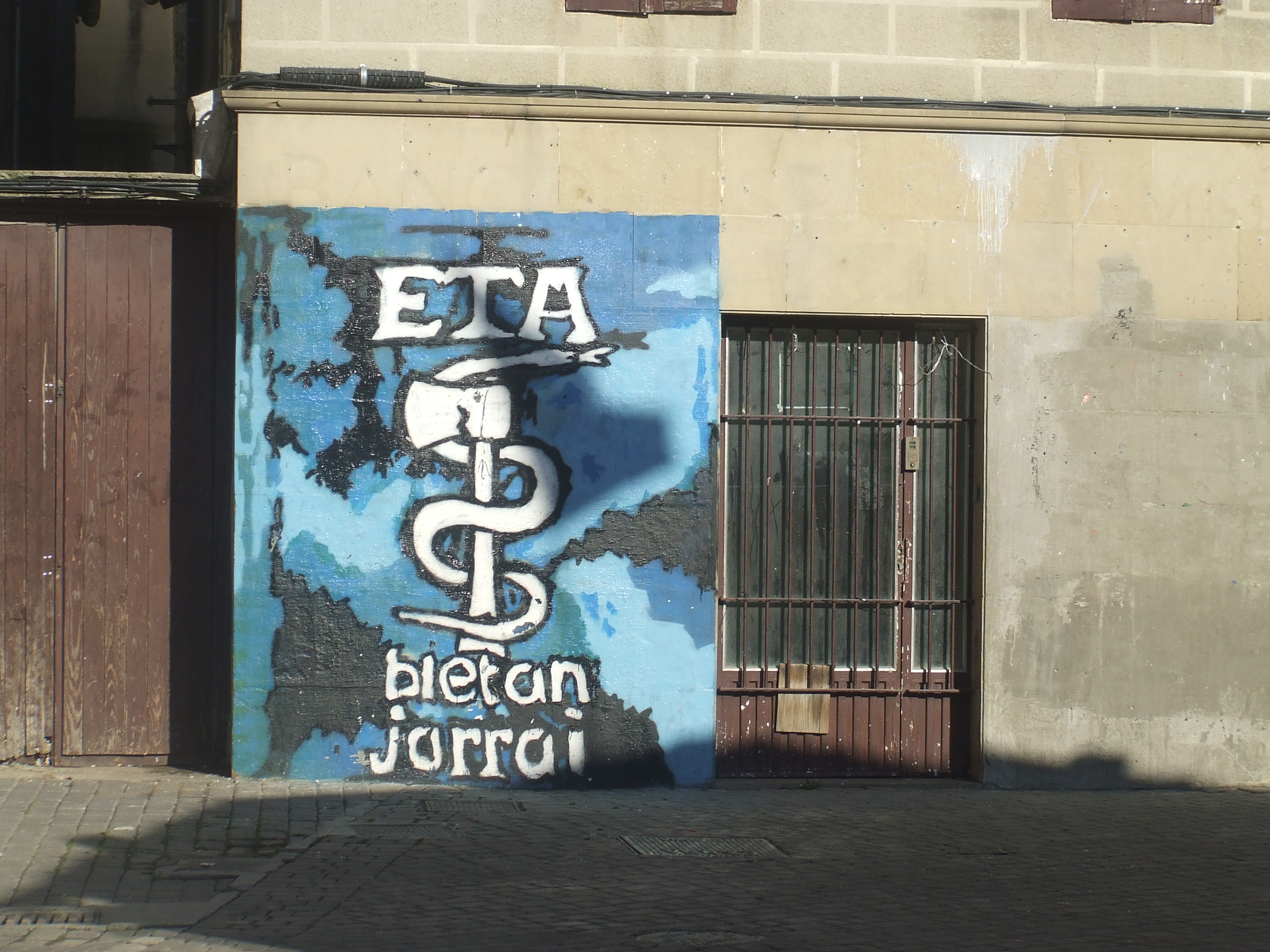
Bietan jarrai en Alsasua
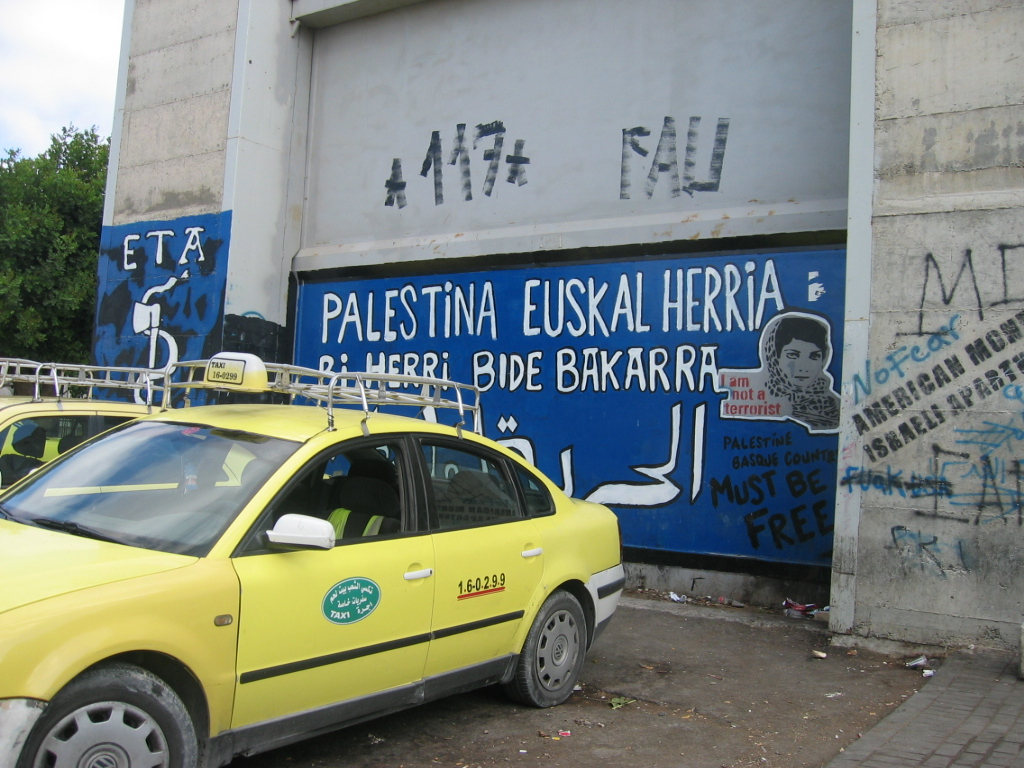
Bietan jarrai en un muro de Palestina
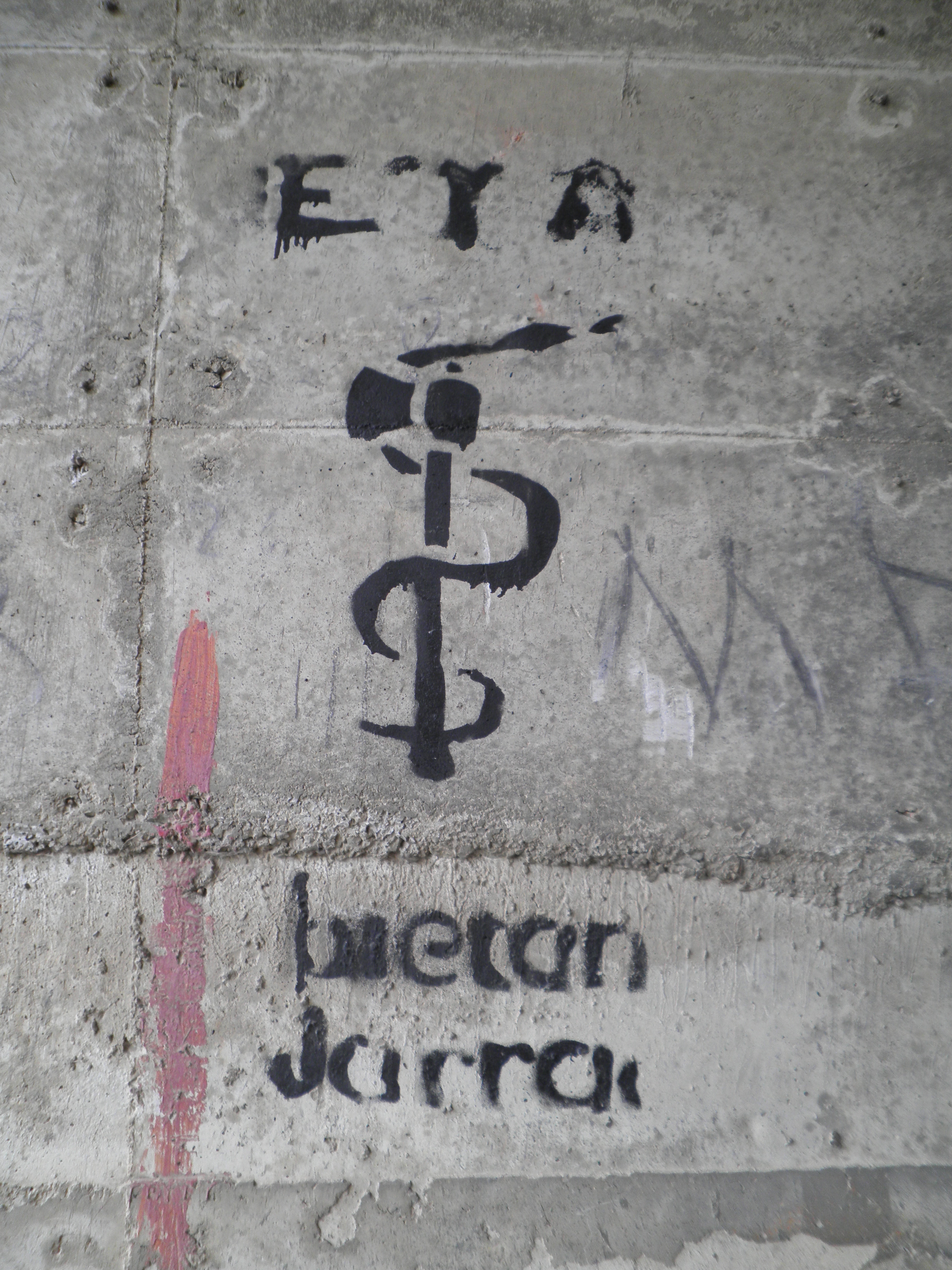
Grafiti en Mendaro que reproduce el anagrama